# 我只为领导服务
我只为领导服务，这句话出自中國網際社區天涯社区上的一段四川省成都市雙流區一名交通警察的執法影片。2010年12月11日，发帖人刘明到四川省成都市双流体育场参加2010首届西部动漫游戏节博览会活动，车辆堵塞停在大门口等待时，双流县公安局交通警察大队勤务二中队副中队长梁忠因为“领导的车马上就要来了”，怒拍车窗催促快走，在车主与之理论时，该交警说“我是为领导服务的，是领导重要还是你们这些人重要？！”
双流县公安局2010年12月13日在天涯社区发帖表示，已经对梁忠停职，并且局领导已带领梁忠到当事人单位道歉。